# Rabivere raba
Rabivere raba är ett träsk i Kohila kommun i landskapet Raplamaa i Estland. Den ligger invid byn Rabivere, 40 km söder om huvudstaden Tallinn. Den avvattnas av ån Maidla jõgi. 